# Homathko Icefield
Homathko Icefield är en glaciär i Kanada.   Den ligger i provinsen British Columbia, i den sydvästra delen av landet, 3 600 km väster om huvudstaden Ottawa. Homathko Icefield ligger 2 284 meter över havet.
Terrängen runt Homathko Icefield är kuperad. Trakten runt Homathko Icefield är nära nog obefolkad, med mindre än två invånare per kvadratkilometer.. Det finns inga samhällen i närheten. 
Trakten runt Homathko Icefield är permanent täckt av is och snö.